# Halchter
Halchter [ˈhalçˌtɐ] ist ein Ortsteil der Stadt Wolfenbüttel. Er hat zurzeit etwa 1.350 Einwohner in rund 550 Haushalten. Die erste urkundliche Erwähnung erfuhr Halchter 1149 als Haletre. 

## Geschichte
Erste urkundliche Erwähnung findet Halchter im Jahr 1149 als haletre mit der Einrichtung der Pfarrkirche von Halchter.
Am 1. März 1974 wurde Halchter in die Kreisstadt Wolfenbüttel eingegliedert.

## Politik

### Ortsrat
Der Ortsrat, der Halchter vertritt, setzt sich aus sieben Mitgliedern zusammen. Die Ratsmitglieder werden durch eine Kommunalwahl für jeweils fünf Jahre gewählt.
Bei der Kommunalwahl 2021 ergab sich folgende Sitzverteilung:
| Ortsrat 2021Insgesamt 7 Sitze - SPD: 2 - Grüne: 1 - FDP: 1 - CDU: 3 |

### Ortsbürgermeister
Ortsbürgermeister ist Gerhard Kanter (CDU). Stellvertretender Ortsbürgermeister ist Vincent Schwarz (FDP).

### Wappen
Das Wappen zeigt in einem rot-gelb bzw. rotgold gespaltenen Schild einen dreiblättrigen symbolisch stilisierten Baum in gewechselten Farben. 
Der Baum stellt „redend“ die Bedeutung des Ortsnamens dar: die zweite Silbe -ter geht über das altsächsische trio, treo auf das altgermanische trewą „Baum“ zurück (vgl. engl. tree, ebenso Flieder, Holunder, Teer, Wacholder). Der erste Wortteil könnte auf altsächsisch hēlag, mittelniederdeutsch hilch „heilig“ zurückgehen, so dass Halchter mit „heiliger Baum“ übersetzt werden könnte. Die drei Blätter sollen darauf verweisen, dass es den Ort dreimal gegeben hat: als alte Siedlung in der Jungsteinzeit (5000–1800 v. Chr.), als Siedlung der Römischen Kaiserzeit und der Völkerwanderungszeit (bis ca. 500 n. Chr.), sowie das heutige, 1149 n. Chr. schriftlich bezeugte Dorf. 
Die Schildteilung erinnert einerseits an die herzoglich braunschweigischen Wappenfarben und andererseits an die hildesheimischen Stiftsfarben. Die mittlere Teilungslinie des Schildes repräsentiert die alte Heerstraße, die frühere Bundesstraße 4 und heutige Landesstraße L 615, auf der immer wieder kriegerische Heere durchzogen und Halchter in Mitleidenschaft gezogen haben.

## Kultur und Sehenswürdigkeiten

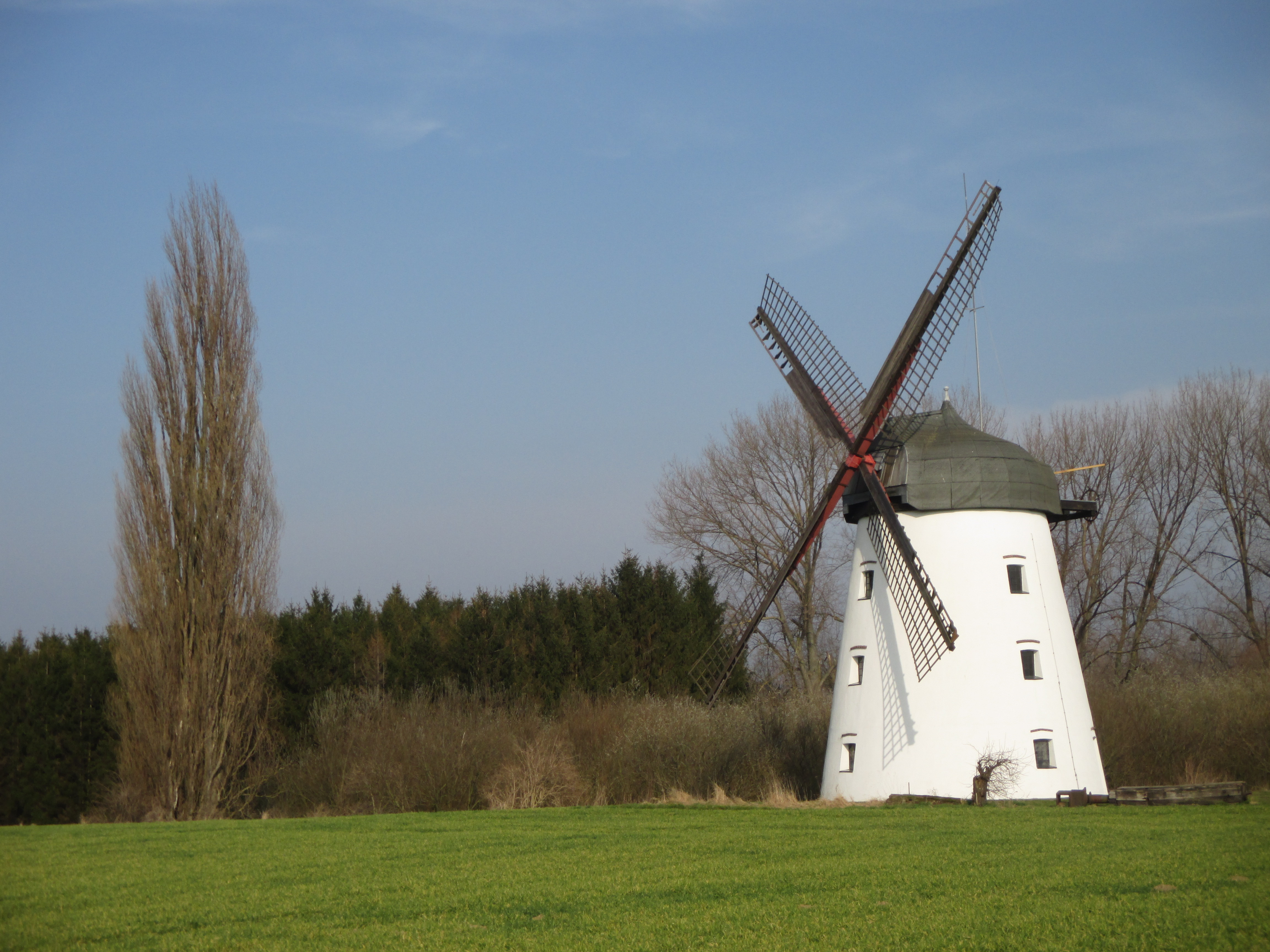
Windmühle am Bungenstedter Turm

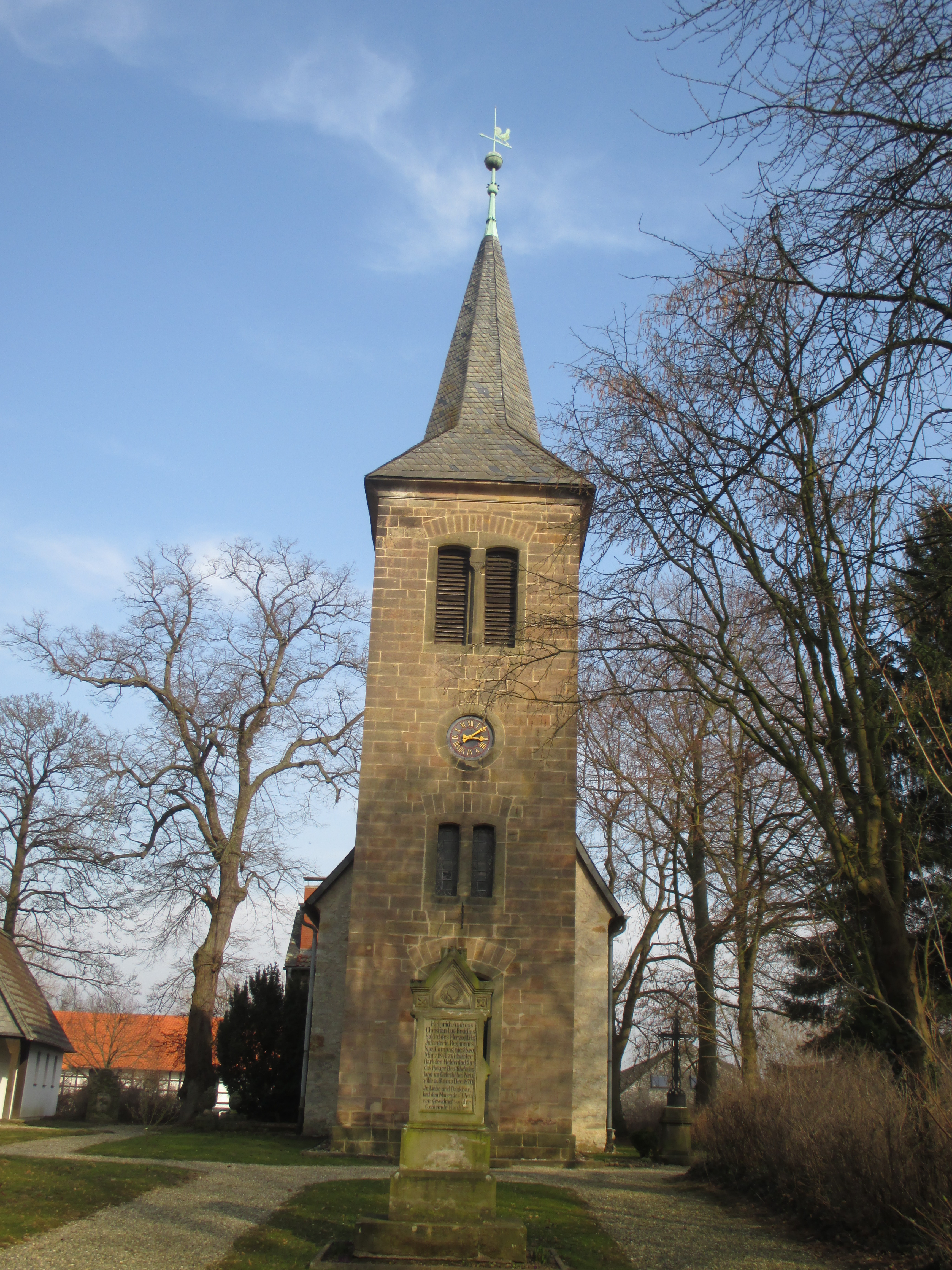
Evangelische Kirche

### Windmühle
Die Holländerwindmühle am Bungenstedter Turm ließ 1877 der Müller August Scholkemeyer errichten. Er stammte von der Wassermühle bei Apelnstedt. Der Mühlenturm wurde von einem Mauermeister aus Halchter, die eigentliche Windmühle von der Mühlenbaufirma Max Erhardt aus Wolfenbüttel erbaut. 
Neben zwei Mahlgängen und einem Schrotgang sowie einem eisernen Räderwerk enthielt die Mühle verschiedene Sieb- und Reinigungsmaschinen. 
Sie wurde 1929 an den Maurer August Habekost verpachtet und 1937 an seine Ehefrau vererbt. 1956 wurde die inzwischen von Walter Habekost betriebene Mühle stillgelegt. Zu diesem Zeitpunkt wurde sie bereits mit einem Dieselmotor betrieben.
1983 wurde ein Förderverein zur Erhaltung der Windmühle gegründet, der diese 1988 restaurieren ließ. 1992 kamen neue Flügel hinzu, sodass die Mühle bis heute ein betriebsfähiges technisches Denkmal darstellt, das an der Niedersächsischen Mühlenstraße liegt.

### Kirche
Über die Frühgeschichte der Dorfkirche Halchter ist nur wenig bekannt. Sie ist seit 1983 auch für die Gemeinden Ohrum und Dorstadt der Pfarrsitz.